# Oreste Grossi
Pour les articles homonymes, voir Grossi.
Oreste Grossi, né le 14 mars 1912 à Livourne et mort le 16 février 2008 dans la même ville, est un rameur d'aviron italien.

## Carrière
Oreste Grossi remporte en huit la médaille d'argent aux Jeux olympiques d'été de 1936 à Berlin avec Dino Barsotti, Enrico Garzelli, Guglielmo Del Bimbo, Cesare Milani, Enzo Bartolini, Mario Checcacci, Dante Secchi et Ottorino Quaglierini.